# Lié
Lié – rzeka we Francji, przepływająca przez tereny departamentów Côtes-d’Armor oraz Morbihan, o długości 60 km. Stanowi lewy dopływ rzeki Oust.